# Bulbophyllum scabratum
Bulbophyllum scabratum là một loài phong lan thuộc chi Bulbophyllum.